# S-アデノシル-L-ホモシステイン
 S-アデノシル-L-ホモシステイン（英: S-Adenosyl-L-homocysteine、SAH）は、ほとんどの生物の代謝経路で使われるアミノ酸誘導体である。システインおよびアデノシン合成における中間体の一つである。

## 生成
生体内では、S-アデノシル-L-ホモシステインは、S-アデノシル-L-メチオニン (SAM) の脱メチル化によって生成する。